# Hydroélectricité en Suède

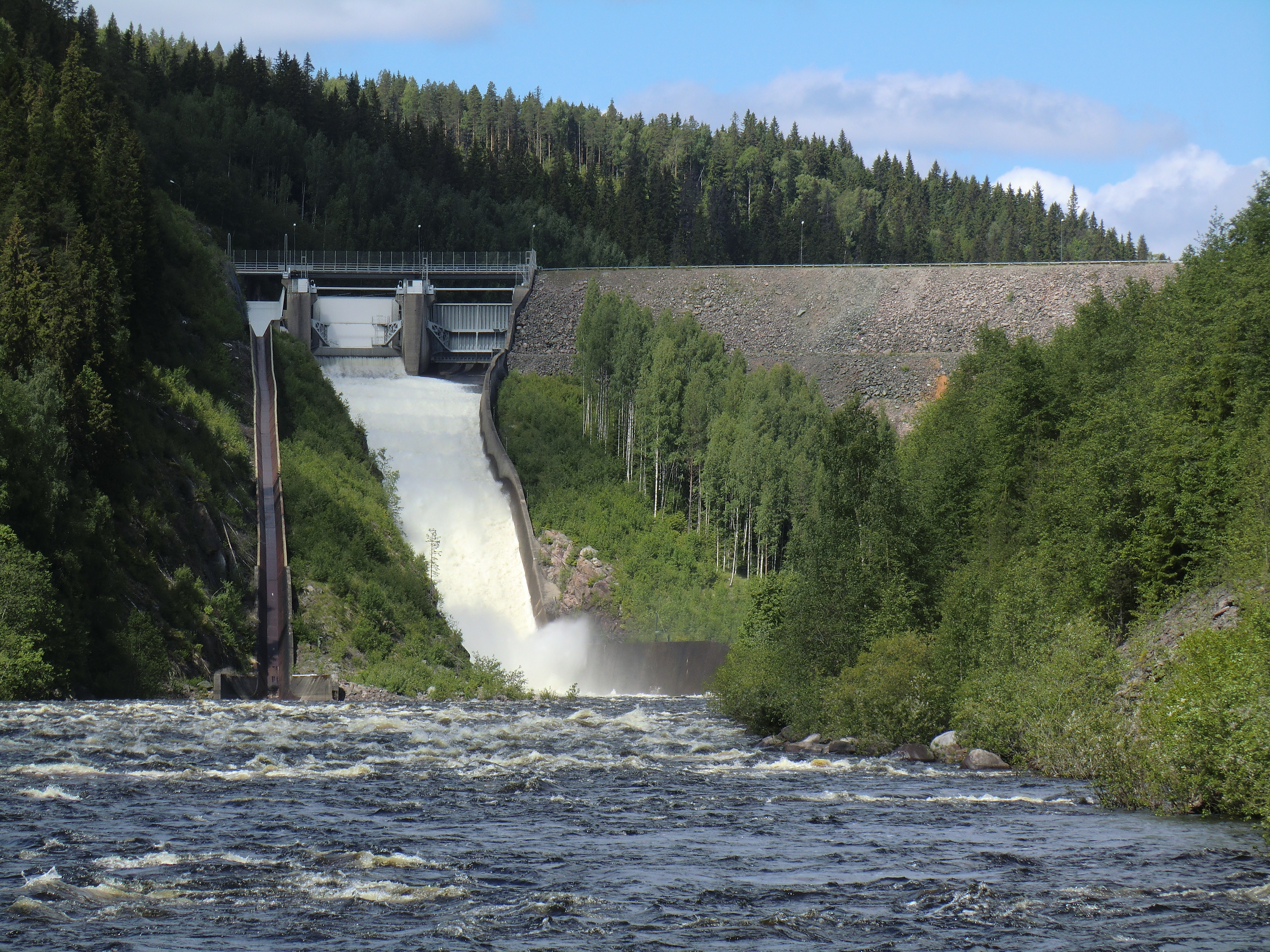
Le barrage de Höljes sur la rivière Klarälven, construit en 1957-61, dans la commune de Torsby au Värmland.

Le secteur de l'hydroélectricité en Suède occupe une place majeure : selon les années, 38 % à 45 % de la production électrique est d'origine hydraulique (40,0 % en 2023), ce qui représente 43 % à 54 % de la consommation d'électricité (48,3 % en 2023), car une part importante de l'électricité produite est exportée.
La Suède a été un des pays pionniers de l'hydroélectricité : ses premières centrales hydroélectriques furent construites en 1885.
Elle se classe en 2024 au 13e rang des producteurs d’hydroélectricité dans le monde et au 4e rang en Europe derrière la Norvège, la Turquie et la France, avec 1,5 % de la production hydroélectrique mondiale et 9,6 % de celle de l'Europe.
Le parc hydroélectrique suédois est en 2024 au 7e rang européen par sa puissance installée, avec 6,2 % du total européen, et 1,1 % du total mondial.

## Potentiel hydroélectrique

Carte du pays. On distingue le relief plus important au nord, entaillé de nombreux fleuves

Grâce aux Alpes scandinaves et à l'humidité apportée par le Gulf stream, la Suède est parcourue de nombreux cours d'eau, dont plusieurs ayant à leur embouchure un débit moyen supérieur à 200 m3/s, en particulier dans le nord du pays. Par débit décroissant, on peut citer le Göta älv (570 m3/s), l'Ångermanälven (495 m3/s), le Luleälven (490 m3/s), l'Indalsälven (450 m3/s), l'Umeälven (440 m3/s), le Torneälven (390 m3/s), le Dalälven (353 m3/s), le Kalixälven (290 m3/s) et le Ljusnan (227 m3/s).
La construction de nouvelles centrales a cessé du fait de considérations environnementales et politiques ; les seuls développements envisageables résident dans la modernisation et la rénovation d'installations existantes ; il reste cependant un potentiel de développement dans la petite hydraulique, qui produit déjà 4,6 TWh/an sur un total de 66 TWh/an ; le potentiel suédois (modernisation et petite hydraulique) est estimé à environ 2 TWh.

## Histoire

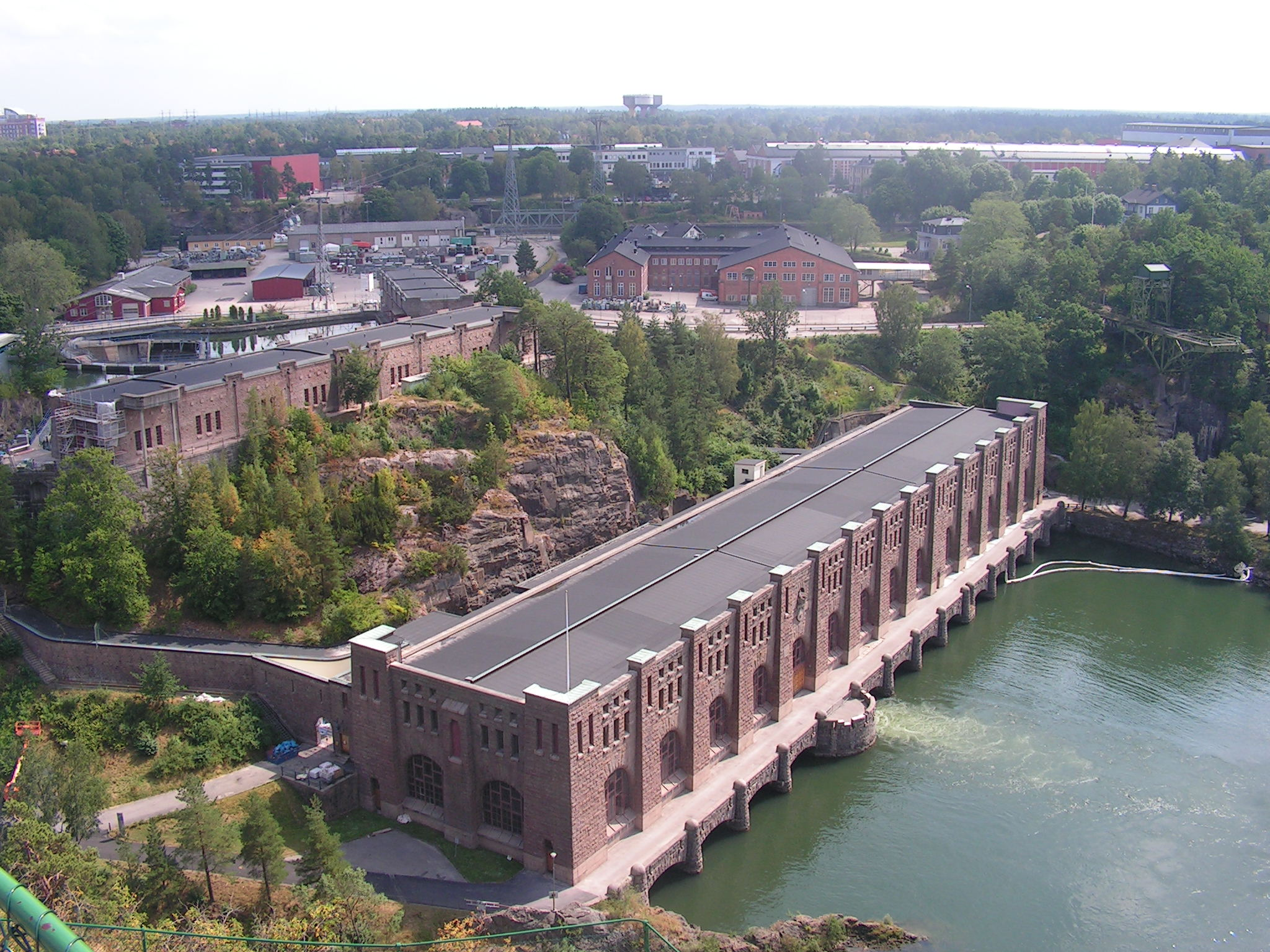
Centrale hydroélectrique d'Olidan, mise en service en 1910.

Les premières centrales hydroélectriques de Suède furent construites en 1885 pour l'éclairage de quelques villes et industries, en particulier la ville d'Härnösand qui fut ainsi parmi les premières villes d'Europe à avoir un éclairage électrique de ses rues. Dans les années qui suivirent, de nouvelles centrales furent édifiées, dont l'énergie était principalement destinée à l'industrie métallurgique à Bergslagen, ainsi qu'à l'industrie forestière. 
En 1905, le gouvernement suédois achète l'entreprise Nya Trollhätte Kanalbolag et la transforme en entreprise d'état, afin de construire une centrale hydroélectrique sur le fleuve Göta älv au niveau des chutes de Trollhättan. Il la rebaptise Agence royale des cascades, la future Vattenfall.
En 1909, un pas important fut franchi avec la construction de la centrale hydroélectrique d'Olidan, sur le fleuve Göta älv à Trollhättan. En effet, cette centrale fut la première centrale électrique de taille industrielle, ainsi que la première centrale nationale, grâce à la fondation pour sa construction de l'entreprise Kungliga Vattenfallstyrelsen qui deviendra plus tard Vattenfall, principal producteur d'électricité du pays.
Vattenfall construit aussi la Porjus (1915), Älvkarleby (en) (1917)  pour les industries et chemins de fer situés à proximité.
Le développement de l'hydroélectricité s'est alors accéléré pour atteindre son apogée entre les années 1940 et 1960. C'est en particulier à cette période qu'ont été construites les plus grandes centrales hydroélectriques du pays; Il faudra attendre  1951 pour l'ouverture de Harsprånget(977 MW), dont les travaux lancés en 1919 avaient été interrompus en 1922, avant de reprendre en 1945, ou Stornorrfors (590 MW), construite en 1959, respectivement plus puissante centrale de Suède et plus grand producteur énergétique de Suède. Par la suite, le développement s'est ralenti du fait des protestations du public contre l'impact environnemental des barrages et plusieurs rivières furent protégées, telles que la Kalixälven, Piteälven, Torneälven et Vindelälven, interdisant tout nouveau développement.

## Acteurs du secteur
En 1905, le gouvernement acheta la compagnie Nya Trollhätte Kanalbolag (Trollhättan Canal Co.) qui développait le premier projet de centrale hydroélectrique de taille industrielle du pays : Olidan. En 1909, cette compagnie fut renommée Kungliga Vattenfallsstyrelsen (littéralement : Agence royale des chutes d'eau). Cette entreprise publique, rebaptisée en 1992 Vattenfall (littéralement : chute d'eau), a construit et exploite la grande majorité des principales centrales hydroélectriques du pays, ainsi que des centrales nucléaires, éoliennes et autres ; elle a étendu son activité à l'étranger à partir des années 1990 ; dans l'hydraulique, ses implantations internationales concernent surtout l'Allemagne et la Finlande.
Plusieurs centrales hydroélectriques appartiennent au finlandais Fortum et au norvégien Statkraft.

## Production hydroélectrique
L'énergie hydroélectrique est en moyenne la source de 45 % de l'électricité de la Suède : 65 TWh sur 145 TWh ; en fonction de la pluviométrie annuelle, elle peut s'abaisser à 50 TWh en année sèche ou s'élever à 75 TWh en année humide.
Selon l'International Hydropower Association, la production hydroélectrique de la Suède s'est élevée à 65 TWh en 2024, soit 1,4 % du total mondial ; en Europe, la Suède occupe le 4e rang avec 9,6 % du total européen, derrière la Norvège (20,6 %), la Turquie (11 %) et la France (11 %).
L'Energy Institute estime la production hydroélectrique suédoise en 2024 à 64,6 TWh, soit 1,5 % de la production mondiale, au 13e rang mondial, derrière la Chine (30,4 %), le Brésil (9,3 %), le Canada (7,7 %), les États-Unis (5,4 %), la Russie (4,7 %), l'Inde (3,5 %), la Norvège (3,1 %), le Vietnam (2,0 %), le Japon (1,8 %), la Turquie (1,7 %), le Venezuela (1,6 %) et la France (1,6 %). La part de l'hydroélectricité dans la production d'électricité atteint 37,5 %.
Selon l'Agence internationale de l'énergie, la production hydroélectrique de la Suède s'est élevée à 66,3 TWh en 2023, soit 40,0 % de la production d'électricité du pays. Les exportations nettes d'électricité ayant atteint 28,5 TWh, le taux de couverture de la consommation intérieure d'électricité par l'hydroélectricité s'est établi à 48,3 %.
La Suède exporte une part importante de son électricité : en 2015, son solde exportateur atteignait 22,6 TWh et en 2016 : 12,0 TWh, en particulier vers la Finlande, la Pologne et la Lituanie ; de ce fait, la part de l'hydroélectricité dans la consommation brute est nettement plus élevée que sa part dans la production :
| Année                                        | Production hydroélectrique | Production totale d'électricité | % Prod.hydro./ Prod.totale | Consommation brute d'électricité | % Prod.hydro./ Conso.élec. |
| 1990                                         | 73 033                     | 146 514                         | 49,8 %                     | 144 746                          | 50,5 %                     |
| 2000                                         | 78 619                     | 145 266                         | 54,1 %                     | 149 944                          | 52,4 %                     |
| 2005                                         | 72 874                     | 158 436                         | 46,0 %                     | 151 044                          | 48,2 %                     |
| 2010                                         | 66 501                     | 148 563                         | 44,8 %                     | 150 641                          | 44,1 %                     |
| 2011                                         | 66 556                     | 150 376                         | 44,3 %                     | 143 143                          | 46,5 %                     |
| 2012                                         | 79 058                     | 166 562                         | 47,5 %                     | 146 989                          | 53,8 %                     |
| 2013                                         | 61 496                     | 153 166                         | 40,1 %                     | 143 164                          | 43,0 %                     |
| 2014                                         | 63 872                     | 153 662                         | 41,6 %                     | 138 039                          | 46,3 %                     |
| 2015                                         | 75 439                     | 162 112                         | 46,5 %                     | 139 512                          | 54,1 %                     |
| 2016                                         | 62 137                     | 156 010                         | 39,8 %                     | 144 275                          | 43,1 %                     |
| 2017                                         | 65 168                     | 164 250                         | 39,7 %                     | 145 258                          | 44,9 %                     |
| 2018                                         | 62 250                     | 163 400                         | 38,1 %                     | 146 177                          | 42,6 %                     |
| 2019                                         | 65 393                     | 168 439                         | 38,8 %                     | 142 278                          | 46,0 %                     |
| 2020                                         | 72 440                     | 163 833                         | 44,2 %                     | 138 836                          | 52,2 %                     |
| 2021                                         | 73 926                     | 171 798                         | 43,0 %                     | 146 230                          | 50,6 %                     |
| 2022                                         | 69 967                     | 173 159                         | 40,4 %                     | 139 940                          | 50,0 %                     |
| 2023                                         | 66 336                     | 165 822                         | 40,0 %                     | 137 308                          | 48,3 %                     |
| 2024                                         | 64 600                     | 172 400                         | 37,5 %                     |                                  |                            |
| Source : Agence internationale de l'énergie. |                            |                                 |                            |                                  |                            |

En 2022, la Suède se classait au 9e rang mondial avec 1,6 % du total mondial ; en Europe, la Suède occupait le 2e rang avec 12,3 % du total européen, derrière la Norvège (22,7 %) et devant la Turquie (11,6 %) et la France (8,8 %).
En 2021, la Suède se classait au 9e rang mondial avec 1,7 % du total mondial ; en Europe, la Suède occupait le 2e rang avec 10,3 % du total européen.
La production hydroélectrique se classait en 2020 au 11e rang mondial avec 1,6 % du total mondial ; en Europe, la Suède occupait le 2e rang avec 10,6 % du total européen.
Selon Svensk Energi, la production hydroélectrique s'est élevée à 63,4 TWh en 2014, dont 80 % produits par les centrales électriques du Nord, le reste provenant des centrales du Svealand et du Götaland.
| Rivière         | Prod.2014 | Prod.2015 |
| Lule            | 13,4      | 14,9      |
| Indalsälven     | 8,5       | 10,9      |
| Ume             | 6,8       | 9,0       |
| Ångermanälven   | 6,8       | 8,8       |
| Dalälven        | 5,6       | 5,7       |
| Faxälven        | 3,5       | 4,4       |
| Ljusnan         | 4,8       | 4,4       |
| Skellefte       | 3,9       | 4,6       |
| Ljungan         | 2,1       | 2,3       |
| Göta            | 2,1       | 2,0       |
| Klarälven       | 1,9       | 2,0       |
| autres rivières | 4,0       | 5,0       |
| Total           | 63,4      | 74,0      |

## Puissance installée
La puissance installée des centrales hydroélectriques de Suède atteignait 16 399 MW fin 2024, soit 1,1 % du total mondial et 6,2 % du total européen, au 7e rang européen, derrière la Norvège (12,9 %), la Turquie (12,5 %), l'Espagne (8,7 %), l'Italie (8,4 %), la France (7,8 %) et la Suisse (6,7 %) ; les centrales de pompage-turbinage sont peu développées en Suède : 99 MW contre par exemple 9 449 MW en Allemagne, 7 256 MW en Italie, 5 187 MW en France et 4 055 MW en Suisse. Une étude commandée par l'Association suédoise des ingénieurs estime que 4 GW pourraient être ajoutés par des travaux de modernisation sur les centrales existantes.
La Suède comptait 2 057 centrales hydroélectriques en 2011, d'une puissance totale de 16 197 MW, dont 1 615 centrales ont une puissance ≤ 10 MW (petite hydraulique) totalisant 1 050 MW.
La puissance cumulée de toutes les centrales est concentrée pour 65 % sur les quatre principales rivières : Luleälven, Umeälven, Ångermanälven avec son affluent Faxälven, et Indalsälven.
| Région                                | Rivière                       | Puissance |
| Norrland septentrional                | Lule älv                      | 4 155,6   |
| Norrland septentrional                | Ume älv                       | 1 754,6   |
| Norrland septentrional                | Skellefte älv                 | 1 017,0   |
| Norrland septentrional                | sous-total Norrland sept      | 7 088,8   |
| Norrland moyen et sud                 | Ångermanälven                 | 2 598,2   |
| Norrland moyen et sud                 | Indalsälven                   | 2 117,0   |
| Norrland moyen et sud                 | Ljusnan                       | 817,4     |
| Norrland moyen et sud                 | Ljungan                       | 602,0     |
| Norrland moyen et sud                 | sous-total Norrland moyen-sud | 6 157,3   |
| Gästrikland, Dalécarlie et Mälardalen | Dalälven                      | 1 155,9   |
| Gästrikland, Dalécarlie et Mälardalen | sous-total G.+D.+M.           | 1 301,2   |
| Suède du sud-est                      | sous-total sud-est            | 415,7     |
| Suède ouest                           | Klarälven                     | 387,6     |
| Suède ouest                           | Göta älv                      | 299,9     |
| Suède ouest                           | sous-total sud-est            | 1 220,5   |
| Total Suède                           |                               | 16 184    |

## Politique énergétique
Le système de certificats d'électricité créé en 2003 est un dispositif de soutien fondé sur le marché pour promouvoir la production d'électricité renouvelable : pour chaque MWh d'électricité produit à partir d'énergie renouvelable, le producteur reçoit un certificat qu'il peut ensuite vendre sur le marché à des entités dites « obligées » (fournisseurs d'électricité et certains gros consommateurs) qui ont l'obligation légale d'acheter un certain quota d'électricité renouvelable (pourcentage de leurs ventes ou achats d'électricité) ; ces quotas sont augmentés d'année en année selon le développement des énergies renouvelables. Le prix des certificats d'électricité a atteint son record en 2008 à 350 SEK ; en 2014, il s'est établi à 180 SEK en moyenne.
Depuis le 1er janvier 2012, la Norvège et la Suède ont mis en commun leur marché de certificats d'électricité avec l'objectif d'accroitre la production d'énergie renouvelable de 26,4 TWh d'ici 2020, dont 10 TWh d’hydroélectricité. Ce système est technologiquement neutre : toutes les formes d'électricité renouvelable reçoivent les mêmes certificats. Les quotas progressent d'année en année, de 3 % en 2012 à 18 % en 2020, puis redescendent jusqu'en 2036.

## Principales centrales hydroélectriques

Principales centrales hydroélectriques suédoises
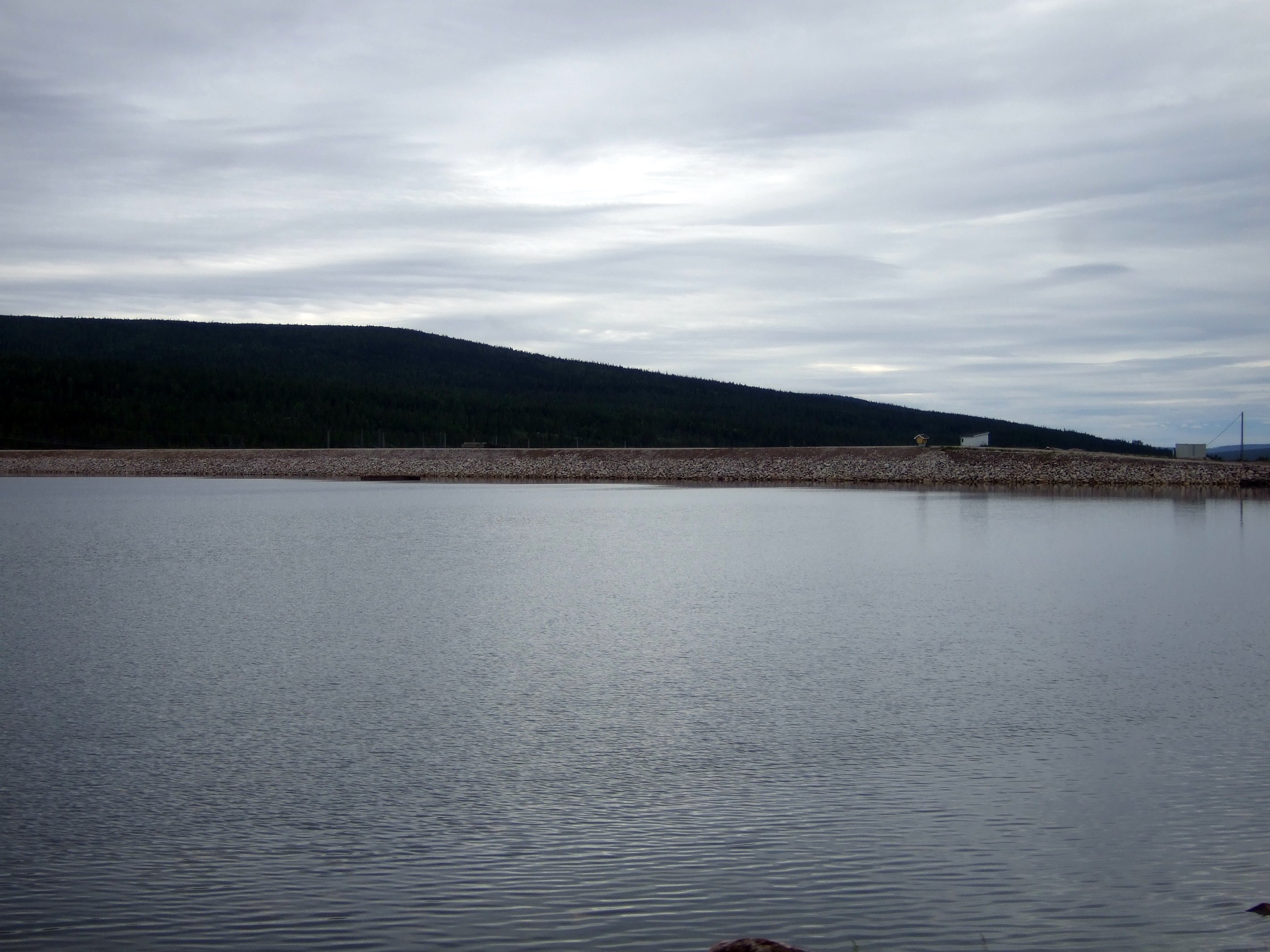
Barrage de la centrale Harsprånget.
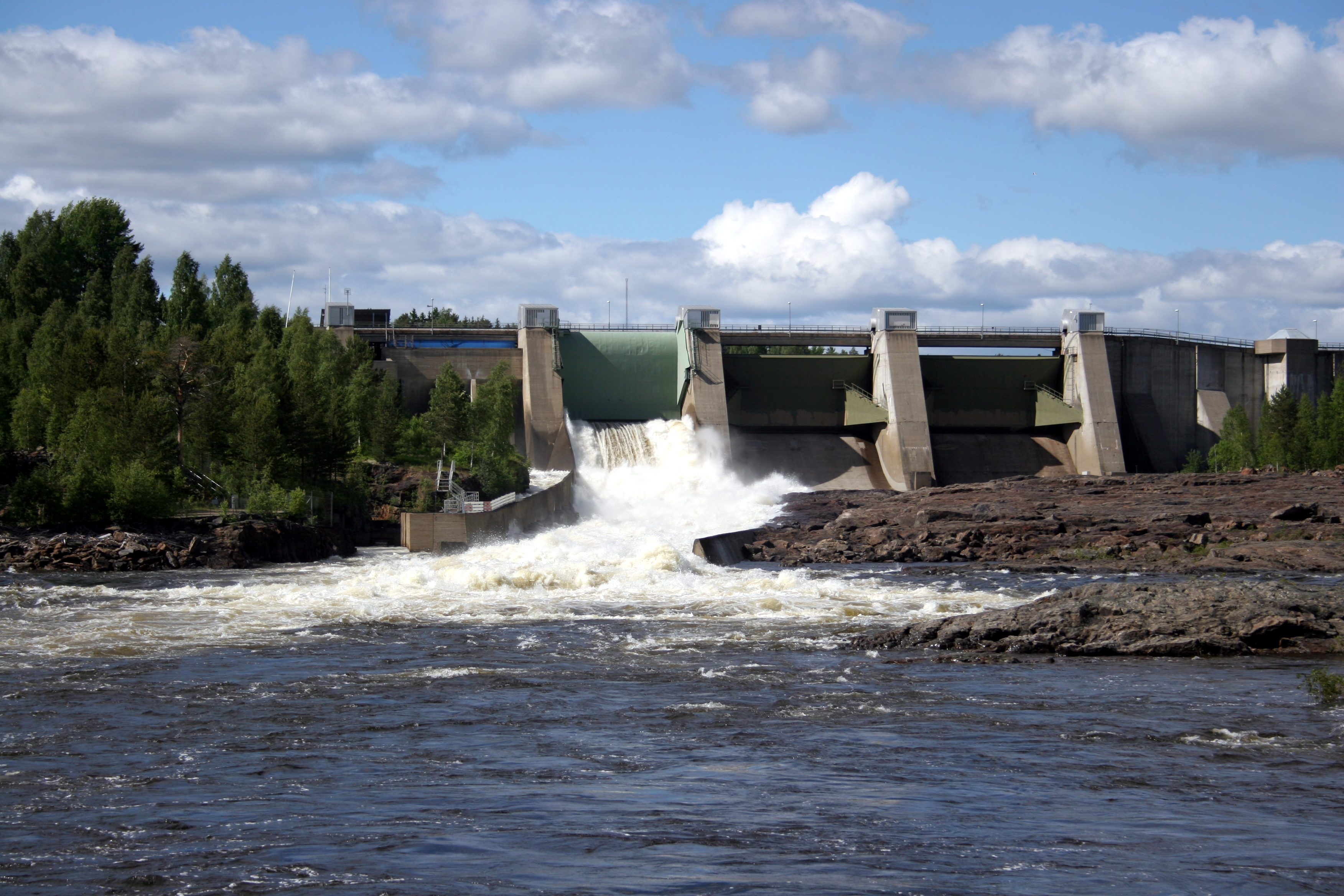
Barrage de Stornorrfors.
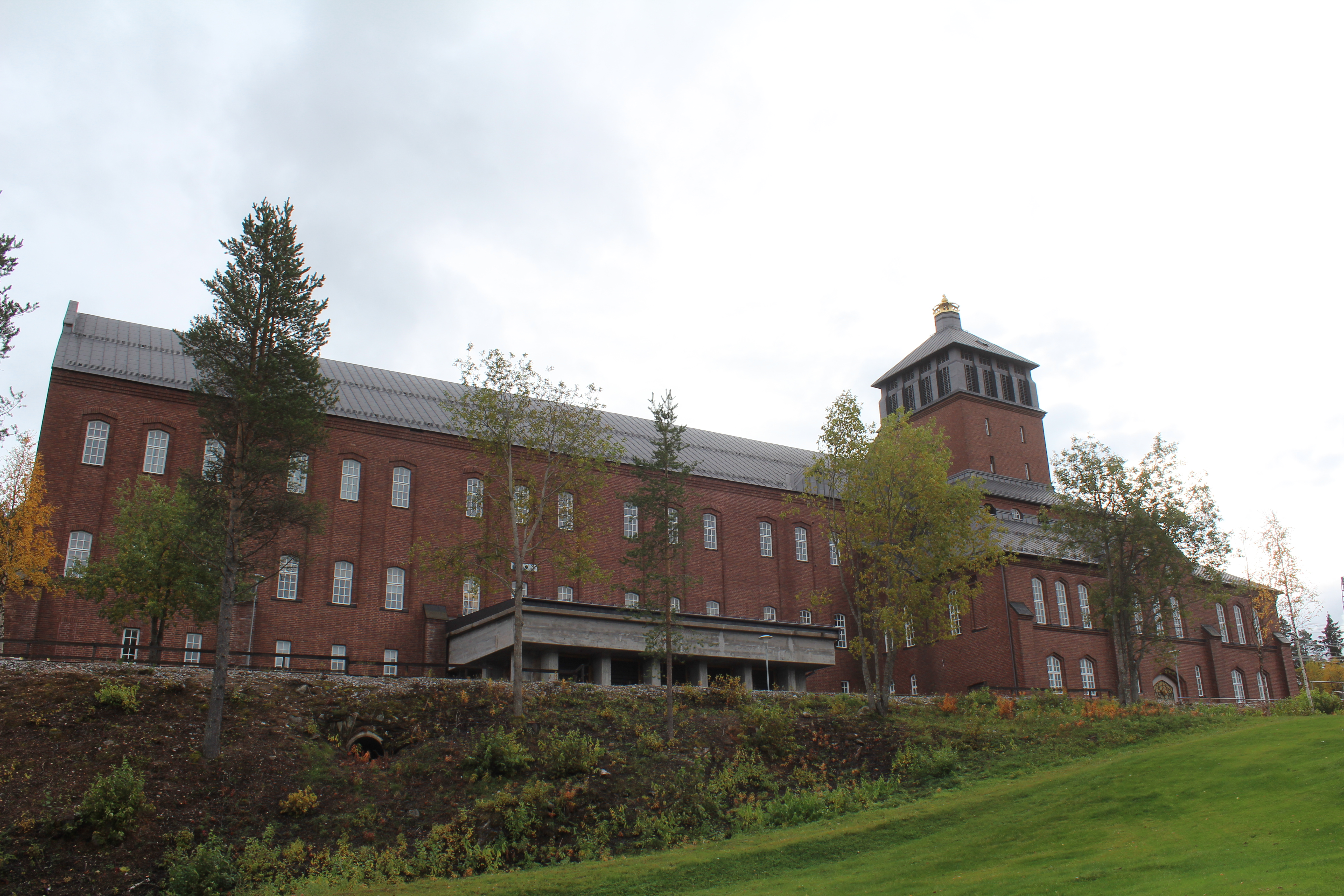
Centrale hydroélectrique de Porjus, mise en service en 1915.
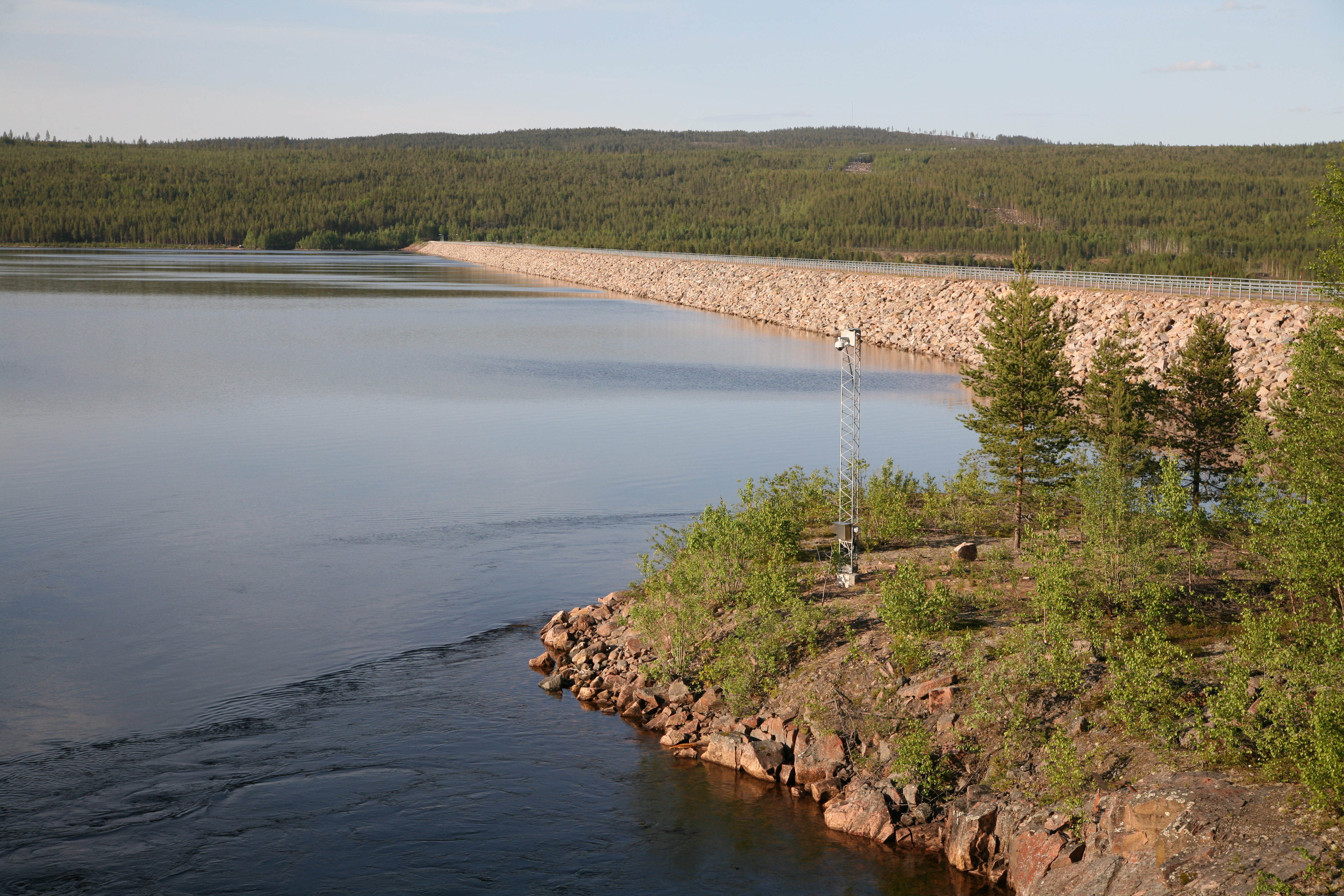
Centrale de Messaure.

| Centrale                     | Rivière       | Mise en service | Propriétaire | Puissance électrique (MW) | Production moyenne (GWh) | Hauteur de chute (mètres) |
| Harsprånget                  | Luleälven     | 1951-1980       | Vattenfall   | 977                       | 2131                     | 107                       |
| Stornorrfors                 | Umeälven      | 1958            | Vattenfall   | 599                       | 2298                     | 75                        |
| Messaure                     | Luleälven     | 1963            | Vattenfall   | 463                       | 1827                     | 87                        |
| Porjus                       | Luleälven     | 1915, 1975      | Vattenfall   | 465                       | 1233                     | 60                        |
| Letsi                        | Luleälven     | 1967            | Vattenfall   | 486                       | 1850                     | 135                       |
| Ligga                        | Luleälven     | 1954            | Vattenfall   | 332                       | 791                      | 40                        |
| Vietas                       | Luleälven     | 1971            | Vattenfall   | 325                       | 1123                     | 83                        |
| Ritsem                       | Luleälven     | 1977            | Vattenfall   | 320                       | 481                      | 173                       |
| Trängslet                    | Österdalälven | 1960            | Fortum       | 300                       | 680                      | 142                       |
| Kilforsen                    | Ångermanälven | 1953            | Vattenfall   | 288                       | 970                      | 99                        |
| Porsi                        | Luleälven     | 1961            | Vattenfall   | 282                       | 1145                     | 33                        |
| Krångede                     | Indalsälven   | 1936            | Fortum       | 250                       | 1680                     |                           |
| Seitevare                    | Luleälven     | 1967            | Vattenfall   | 225                       | 787                      | 180                       |
| Harrsele                     | Umeälven      | 1957            | Statkraft    | 223                       | 970                      | 55                        |
| Trollhättan (Olidan + Hojum) | Göta älv      | 1910-1921, 1941 | Vattenfall   | 249                       |                          | 32                        |